# Terratrèmol de Xile del 1960
El terratrèmol de Xile de 1960 o terratrèmol de Valdivia de 1960 va tenir lloc el 22 de maig de 1960 i amb una magnitud de 9,5 graus és, fins a l'actualitat, el terratrèmol més potent que mai s'hagi enregistrat. Va passar a les 19:11 GMT (14:11 hora local) i va donar lloc a un tsunami que va afectar el sud de Xile, Hawaii, el Japó, les Filipines, l'est de Nova Zelanda, el sud-est d'Austràlia i les Illes Aleutianes a Alaska.
L'epicentre va ser prop de Cañete, Xile, a uns 900 km al sud de Santiago, la capital, malgrat que la ciutat xilena de Valdivia en va ser la més afectada. Els tsunamis, de 25 metres, van arribar a devastar Hilo a les Hawaii.

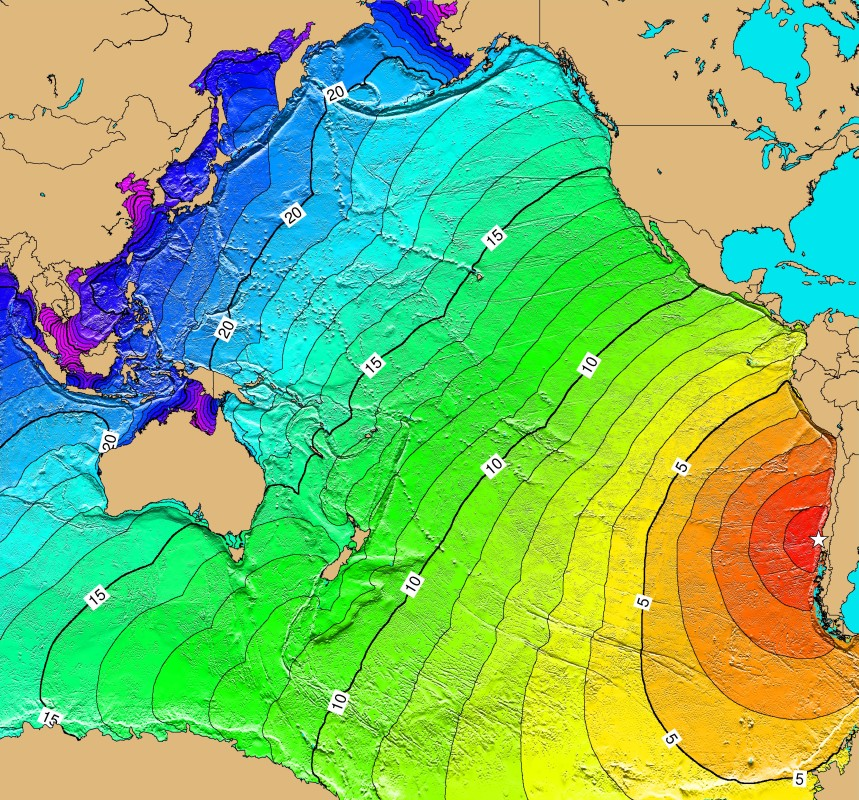
Mapa que mostra els intervals de temps del tsunami
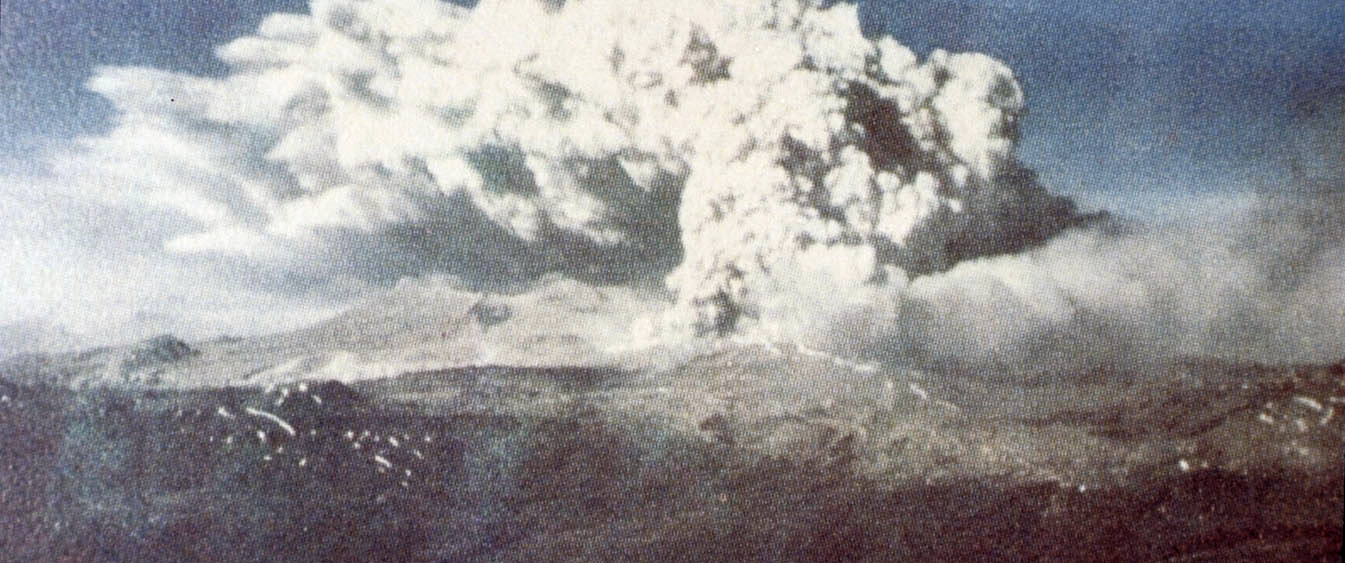
Erupció del Cordón Caulle
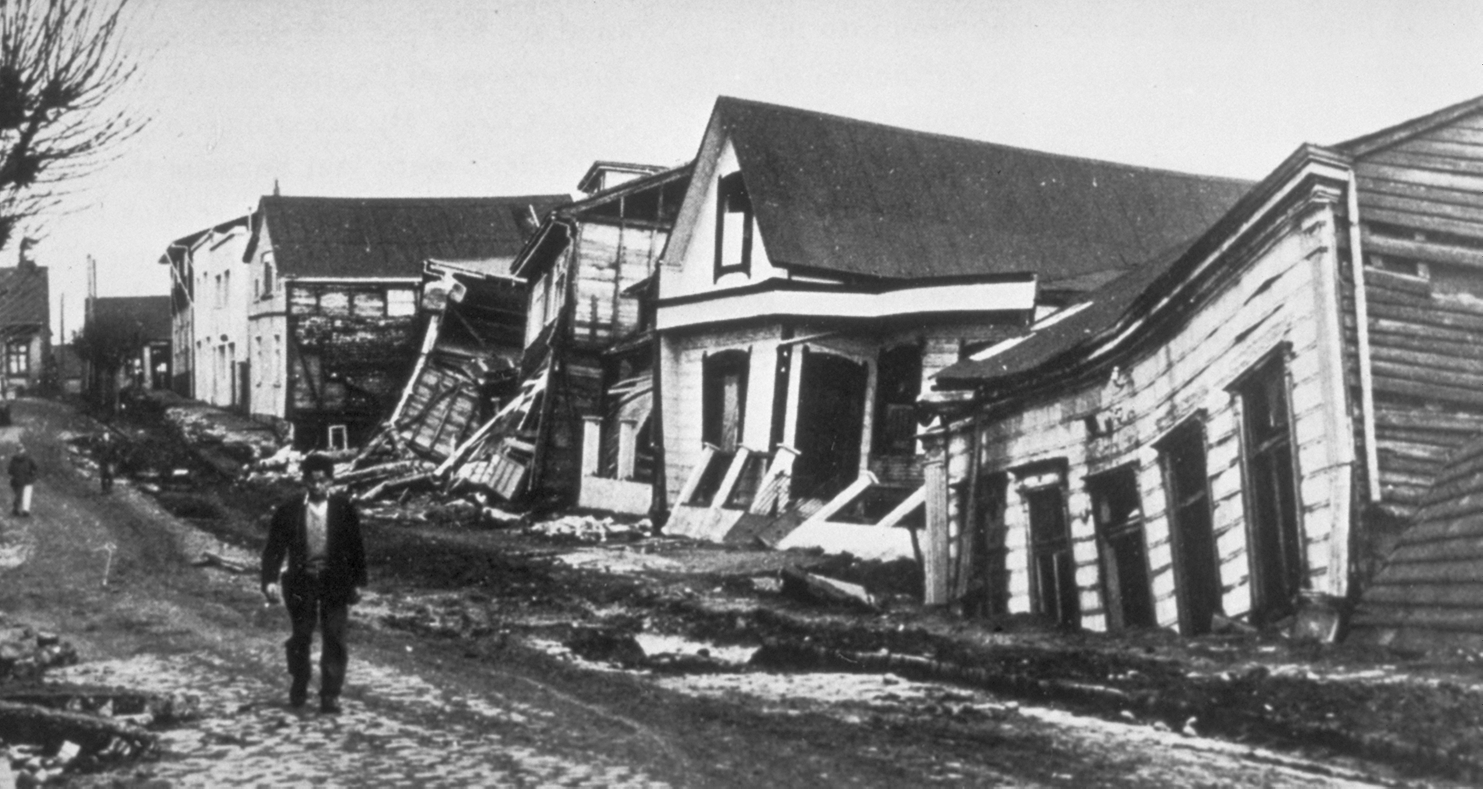
Valdívia després del terratrèmol

Sobre les xifres de danys i morts no s'ha arribat mai a saber-se amb exactitud, es creu que hi moriren unes 6.000 persones. La xifra és baixa si es té en compte la magnitud, però a la zona afectada hi ha baixa densitat de població i els edificis estan preparats per als terratrèmols, amb un cost econòmic d'entre 400 mil milions i 800 mil milions de dòlars de l'època.

## Tsunami
El principal tsunami va travessar l'oceà Pacífic a una velocitat d'uns quants centenars de quilòmetres per hora. A la localitat hawaiana d'Hilo va matar 61 persones.

## Inundació del Riñihuazo
Durant el terratrèmol es va bloquejar la sortida d'aigua del llac Riñihue a Xile (39° 45′ 0″ S, 72° 30′ 0″ O / 39.75000°S,72.50000°O) i per això va pujar ràpidament el nivell de l'aigua. 4.800 milions de metres cúbics d'aigua van sortir del llac. Es van fer grans esforços per controlar el llac que amenaçava destruir Valdivia en l'operació coneguda com el Riñihuazo, que va consistir a construir a correcuita pantans i drenatges.

## Erupció del Cordón Caulle
El 24 de maig de 1960 el volcà Cordón Caulle entrà en erupció i acabà el 22 de juliol del mateix any i originà un flux de lava i una fissura de 5,5 km de llarg, però en estar en una zona poc poblada i davant els danys del terratrèmol a aquesta erupció se li prestà poca atenció.

## Terratrèmols previs i posteriors
Hi ha evidències d'un terratrèmol similar a Valdivia el 1575.

## El terratrèmol de 2010
El 27 de febrer de 2010 el terratrèmol va tenir una magnitud de 8,8 centrat al nord-est de la ciutat de Concepción. Aquest ha estat el més fort a Amèrica del Sud des del de 1960. A més hi ha hagut 6 terratrèmols més a aquesta zona entre 2010 i 2020.